# Oreodera neglecta
Oreodera neglecta es una especie de escarabajo longicornio del género Oreodera, tribu Acrocinini, subfamilia Lamiinae. Fue descrita científicamente por Melzer en 1932.
El período de vuelo ocurre durante todos los meses del año excepto en julio.

## Descripción
Mide 11-19 milímetros de longitud.

## Distribución
Se distribuye por Brasil, Ecuador, Guayana Francesa y Surinam.